# Michael Wiederer

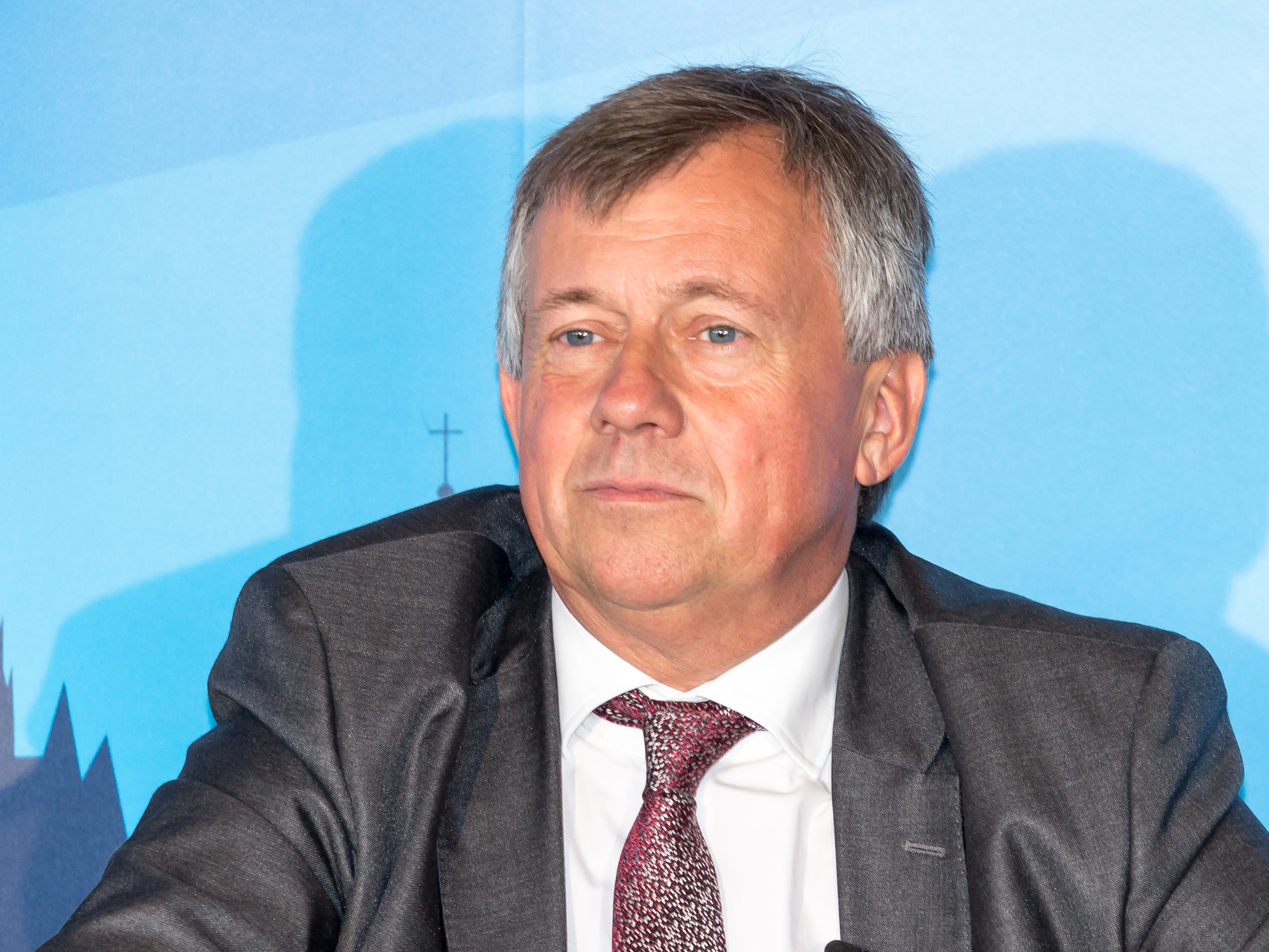
Michael Wiederer (2016)

Michael Wiederer (geboren am 24. Jänner 1956 in Wien) ist ein österreichischer Handballfunktionär und ehemaliger Handballspieler.

## Leben
Wiederer studierte nach dem Schulbesuch Journalismus und Sportmanagement. In dieser Zeit war er auch als halbprofessioneller Handballspieler aktiv; er spielte zehn Jahre in der höchsten österreichischen Liga Handball und nahm für Österreich an einer Junioren-Weltmeisterschaft teil. Nach dem Militärdienst 1983 bis 1984 war er bis 1987 als Funktionär des Wiener Handballverbandes, von 1987 bis 1992 beim Österreichischen Handballbund tätig. Von 1990 bis 1993 war er für den österreichischen Sportverband aktiv. Von 1992 bis zum Jahr 2000 arbeitete er bei der Internationalen Handballföderation (IHF). Im Jahr 1992 wurde er Generalsekretär der Europäischen Handballföderation (EHF). 2016 wurde er zum Präsidenten der EHF gewählt und 2017 zum Vizepräsidenten Europa der IHF. Im April 2021 wurde er als EHF-Präsident wiedergewählt.
Wiederer ist verheiratet und hat eine Tochter.